# Sabine Laruelle
Sabine Laruelle (Huy, 2 giugno 1965) è una politica belga, membro della Movimento Riformatore e attuale Presidente del Senato del Belgio in carica dal 18 luglio 2019 al 13 ottobre 2020.

## Biografia
Sabine Laruelle ha studiato ingegneria agraria presso la Faculté universitaire des Sciences agronomiques de Gembloux (FUSAGx). Prima dell'entrata in politica, ha lavorato per gruppi e sindacati di interesse agricolo ed è stata direttrice generale della Federazione vallone di agricoltura (FWA) dal 2001 al 2003. Il 21 ottobre 2013, ha annunciato l'intenzione di abbandonare la politica dopo le elezioni federali del 2014. Tuttavia, cinque anni dopo, è tornata in politica essendo stata eletta al Parlamento vallone nel 2019. Dopo la sua successiva nomina a senatore della Comunità da parte del parlamento vallone, è divenuta anche Presidente del Senato del Belgio a partire dal luglio 2019.
Come parte della formazione del governo dopo le elezioni generali del 2019, il re Filippo le ha commissionato il 19 febbraio 2020 insieme a Patrick Dewael, il presidente della camera dei rappresentanti, una nuova missione di mediazione.